# Climat équatorial

Régions du monde avec un climat équatorial (Af).

Le climat équatorial est un type de climat de la zone chaude intertropicale. Il concerne les régions voisines de l'équateur terrestre.

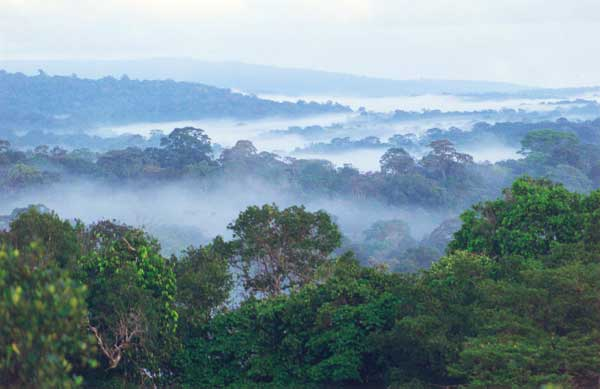
La forêt équatoriale guyanaise.

Au plus proche de l'équateur, ce climat se caractérise par deux saisons, de fortes précipitations dont les maximums d'intensité sont aux équinoxes, ainsi qu'une température élevée et constante toute l'année.
Le climat équatorial proprement dit est soumis au cours de l'année à l'alternance de deux mécanismes aérologiques principaux : le premier, le plus important, celui de la « Zone de convergence intertropicale (ZCIT) » et le deuxième, celui de l'« Alizé maritime ». Une autre caractéristique de ce climat est l'absence de cyclones tropicaux.
La ZCIT est la zone de basse pression formée par la convergence des masses d'air chaudes et humides anticycloniques provenant des tropiques portées par les alizés boréaux et austraux (le « Pot au noir » des marins).
Lorsqu'on s'éloigne de l'équateur terrestre, le mécanisme aérologique des alizés prend le pas sur celui de la zone de convergence intertropicale (ZCIT). Dans ce cas, dans la mesure où le climat reste humide tout au long de l'année, il peut être qualifié de « climat tropical humide d'alizé » plutôt que de « climat équatorial ».
Un autre phénomène qui apparait quand la latitude augmente est celui des cyclones tropicaux qui ne peuvent prendre naissance à l'équateur car l'effet de Coriolis nécessaire pour développer un centre de basse pression, est nul à l'équateur (0°). Depuis que les cyclones sont répertoriés par la météorologie, seuls 17 cyclones tropicaux ont été enregistrés entre les latitudes 3°N et 3°S ce qui est très peu, aucun ne franchissant la ligne de l'équateur terrestre (donc aucun ne changeant d'hémisphère). Le plus proche de l'équateur fut le cyclone tropical Vamei qui s'est formé à 1,4°N (1°24'N) le 26 décembre 2001.
Lorsque les cyclones deviennent fréquents, le climat peut aussi rester humide toute l'année mais n'est pas considéré non plus comme typiquement équatorial, on parle de « climat tropical humide à cyclones ».
Beaucoup de régions tropicales humides éloignées de l'équateur sont à la fois soumises principalement aux alizés et subissent de  fréquents cyclones comme l'Amérique centrale atlantique (Sud de la Floride, certaines régions d'Amérique Centrale proches de la Mer des Caraïbes, une part importante des Antilles), une  partie de la côte orientale de Madagascar et de certaines îles environnantes (Moroni aux Comores), le littoral du Queensland autour de 20°S.
En climat véritablement équatorial, la température moyenne est de 27 °C. C'est un climat chaud qui est aussi humide, ce qui donne l'impression de moiteur et d'un temps lourd.
La pression atmosphérique est presque toujours basse. Les vents sont rares hormis quelques brises marines sur les littoraux et d'exceptionnelles tornades. Les pluies sont presque quotidiennes pour un total annuel moyen supérieur à 1500 mm, quelquefois (mais pas majoritairement) plus abondantes aux équinoxes et tombant plutôt en soirée. En effet, l'air chaud se charge en humidité et connaît un mouvement ascendant. Avec l'altitude, il se produit un refroidissement (avec formation de nuages de type cumulo-nimbus) qui provoque des pluies souvent violentes. Ce mélange de chaleur et le niveau important d'humidité permet l'épanouissement de la forêt équatoriale qui est le biome le plus riche en biodiversité.
Quand le climat (à dominante ZCIT) enregistre une courte saison sèche (un à trois mois) et/ou des précipitations annuelles légèrement inférieures à 1,5 m ou connaît de rares cyclones, il est qualifié de « subéquatorial ».

## Localisation
Le climat équatorial se rencontre aux latitudes proches de l'équateur terrestre, en particulier dans une vaste zone englobant le bassin amazonien, une partie du golfe de Guinée et une partie de l'Afrique centrale, certaines îles de l'océan Pacifique, de l'océan Indien et de l'Asie du Sud-Est.
Le caractère proprement équatorial du climat, sans saison sèche avec dominance du mécanisme de la zone intertropicale de convergence (aux dépens des alizés) et sans cyclones, se dégrade et prend de plus en plus des caractères tropicaux lorsque l'on s'éloigne de l'équateur.
| Mois                              | jan. | fév. | mars | avril | mai  | juin | jui. | août | sep. | oct. | nov. | déc. | année |
| --------------------------------- | ---- | ---- | ---- | ----- | ---- | ---- | ---- | ---- | ---- | ---- | ---- | ---- | ----- |
| Température minimale moyenne (°C) | 23,1 | 23,5 | 23,9 | 24,3  | 24,6 | 24,5 | 24,2 | 24,2 | 23,9 | 23,9 | 23,6 | 23,3 | 23,9  |
| Température moyenne (°C)          | 26,2 | 26,5 | 27,2 | 27,4  | 27,5 | 27,4 | 27,2 | 27,2 | 27   | 27   | 26,2 | 26   | 26,5  |
| Température maximale moyenne (°C) | 29,9 | 31   | 31,4 | 31,7  | 31,6 | 31,2 | 30,8 | 30,8 | 30,7 | 31,1 | 30,5 | 29,6 | 30,9  |
| Précipitations (mm)               | 235  | 161  | 169  | 163   | 169  | 158  | 148  | 166  | 158  | 185  | 246  | 272  | 2 244 |

| Mois                              | jan. | fév. | mars | avril | mai  | juin | jui. | août | sep. | oct. | nov. | déc. | année |
| --------------------------------- | ---- | ---- | ---- | ----- | ---- | ---- | ---- | ---- | ---- | ---- | ---- | ---- | ----- |
| Température minimale moyenne (°C) | 22,9 | 22,9 | 23   | 23,2  | 23,1 | 22,5 | 22   | 21,9 | 21,7 | 21,8 | 22   | 22,6 | 22,5  |
| Température moyenne (°C)          | 25,2 | 25,4 | 25,5 | 25,7  | 25,7 | 25,3 | 25,3 | 25,9 | 26,3 | 26,4 | 26,2 | 25,6 | 25,4  |
| Température maximale moyenne (°C) | 28,8 | 28,9 | 29,2 | 29,6  | 29,4 | 29,6 | 30,3 | 31   | 31,6 | 31,7 | 30,9 | 29,6 | 30    |
| Précipitations (mm)               | 336  | 273  | 340  | 350   | 475  | 354  | 203  | 128  | 65   | 66   | 126  | 267  | 3 012 |

| Mois                     | jan. | fév. | mars | avril | mai  | juin | jui. | août | sep. | oct. | nov. | déc. | année |
| ------------------------ | ---- | ---- | ---- | ----- | ---- | ---- | ---- | ---- | ---- | ---- | ---- | ---- | ----- |
| Température moyenne (°C) | 25,2 | 25,3 | 25   | 24,8  | 23,9 | 22,6 | 21,8 | 21,6 | 22   | 23,2 | 24,3 | 25   | 23,7  |
| Précipitations (mm)      | 340  | 287  | 270  | 277   | 209  | 178  | 163  | 124  | 69   | 102  | 104  | 206  | 2 335 |

## Influences

### Influence hydrologique
Alimentés par des pluies presque quotidiennes, les cours d'eau ont souvent des débits gigantesques : le Congo écoule 40 000 mètres cubes à la seconde et l'Amazone, près de 150 000.

### Influences sur les sols
Les sols sont lessivés et donnent l'argile latéritique de couleur rouge (due à la présence d'oxyde de fer), les autres minéraux solubles (en particulier les bases) ayant été entraînés. Ce sont généralement des sols pauvres.
Sa végétation naturelle est la forêt dense (ou jungle).

### Influence sur la biodiversité
Les récifs coralliens tropicaux et certaines zones des forêts tropicales de Bornéo et de l'Amazonie abritent une biodiversité réellement extraordinaire (jusqu’à plus d'espèces différentes d'arbres sur un demi-kilomètre carré que toutes les forêts tempérées d'Europe, d'Amérique du Nord et d'Asie réunies !).

Bien comprendre les raisons de ces exceptions est nécessaire pour découvrir quels sont tous les facteurs potentiels de biodiversité.
Des facteurs liés à la latitude semblent importants (la diversité en espèce augmente vers l’équateur et diminue vers les pôles) ; pour mieux les déterminer on peut inventorier les différences géographiques de répartition de la biodiversité puis tenter de les relier à des processus écologiques particuliers ,, et/ou à des processus  évolutifs ,.
C’est un travail de longue haleine dont les premiers résultats confirment les écosystèmes tropicaux ont des taux beaucoup plus élevés de diversification, d'origine de clade et de dispersion de clade.
Aucun élément ne permet cependant actuellement de faire des liens directs entre des gradients de processus écologiques « locaux »  au gradients « géographiques » de biodiversité.
Une étude récente (septembre 2017)[réf. nécessaire] confirme une variation géographique de ce que les écologues anglophones nomment « storage effect » ; en zone tropicale ce « mécanisme écologique »  réduit plus fortement le « potentiel d'exclusion concurrentielle » que dans les zones tempérées et boréales. On observe une réduction du « ratio de compétition interspécifique / intraspécifique » de 0,25% pour chaque degré de latitude faisant qu’un écosystème est plus près de l'équateur. Autrement dit : plus on est proche de l’équateur, plus un écosystème à de chances d’abriter des communautés plus diversifiées d’organismes.De plus, les auteurs constatent que la variation latitudinale du climat sous-tend ces différences : les saisons sont de plus longue durée en zone tropicale. Les contraintes sur la reproduction saisonnière y sont donc moindres, ce qui permet un étalement des naissances / germinations et production de propagules sur une plus grande période de l’année ce qui facilite grandement le partage des ressources et de l’espace dans la niche écologique, grâce à l'effet « storage effect ». Cette étude conclut que l'effet « storage effect » a un effet et une force d’autant plus importants sur la diversité au sein des communautés que le lieu est proche de l’équateur (aspect latitudinal) et en association avec un climat « favorable », et elle souligne l'importance de la biogéographie pour les interactions biotiques et les patterns de diversité géographique. 